# 34 Vulpeculae
34 Vulpeculae är en orange jätte i stjärnbilden Pegasus. Trots sin Flamsteed-beteckning tillhör den inte Rävens stjärnbild. Den ligger på gränsen mellan stjärnbilderna och fick byta tillhörighet vid översynen av gränser mellan stjärnbilderna år 1930 och benämns efter bytet av stjärnbild ofta med sin HD-beteckning, HD 203344.
34 Vulpeculae har visuell magnitud +5,58. Den befinner sig på ett avstånd av ungefär 270 ljusår.